# Smicroplectrus albilineatus
Smicroplectrus albilineatus là một loài tò vò trong họ Ichneumonidae.